# Eulepidotins
Els eulepidotins (Eulepidotinae) són una subfamília lepidòpters ditrisis de la família dels erèbids (Erebidae).
Els mascles adults d'aquesta subfamília tenen flocs de pèls en la part mitjana de la tíbia. Les femelles adultes tenen l'obertura de l'òstium situat entre la setena i vuitena esternita abdominal en comptes d'estar abans de la setena esternita.

## Taxonomia
L'anàlisi filogenètic ha determinat que Eulepidotinae està estretament relacionada amb Hypocalinae, i un clade d'aquestes dues subfamílies està estretament relacionat amb Calpinae. La classificació dels gèneres en tribus dins Eulepidotinae no s'ha resolt encara.

## Gèneres
- Anticarsia
- Athyrma
- Azeta
- Epitausa
- Ephyrodes
- Eulepidotis
- Goniocarsia
- Herminiocala
- Manbuta
- Massala
- Metallata
- Obrima
- Panopoda
- Renodes
- Syllectra